# Werauhia
Werauhia là một chi thực vật thuộc họ Bromeliaceae, phân họ Tillandsioideae. Chi được đặt tên theo Werner Rauh, nhà thực vật học người Đức (1913-2000). Dựa trên một số bằng chứng sinh học nguyên tử, một số loài trước đây được xếp vào một số chi của Bromeliaceae, đặc biệt là Vriesia và Tillandsia, nay đã được xếp lại vào chi Werauhia.

## Loài
- Werauhia acuminata (Mez & Wercklé) J.R. Grant
- Werauhia ampla (L.B. Smith) J.R. Grant
- Werauhia anitana J.F. Morales
- Werauhia apiculata (L.B. Smith) J.R. Grant
- Werauhia attenuata (L.B. Smith & Pittendrigh) J.R. Grant
- Werauhia balanophora (Mez) J.R. Grant
- Werauhia barii (J.F. Morales) J.F. Morales
- Werauhia bicolor (L.B. Smith) J.R. Grant
- Werauhia boliviana H. Luther
- Werauhia bracteosa (Mez & Wercklé) J.R. Grant
- Werauhia broadwayi (L.B. Smith) J.R. Grant
- Werauhia brunei (Mez & Wercklé) J.R. Grant
- Werauhia burgeri (L.B. Smith) J.R. Grant
- Werauhia camptoclada (Mez & Wercklé) J.F. Morales
- Werauhia capitata (Mez & Wercklé) J.R. Grant
- Werauhia comata (Mez & Wercklé) J.R. Grant
- Werauhia cowellii (Mez & N.L. Britton) J.R. Grant
- Werauhia dalstroemii H. Luther
- Werauhia diantha (H. Luther) J.R. Grant
- Werauhia dressleri (Rauh) J.R. Grant
- Werauhia gibba (L.B. Smith) J.R. Grant
- Werauhia gigantea (Martius ex Schultes f.) J.R. Grant
- Werauhia gladioliflora (H. Wendland) J.R. Grant
- Werauhia graminifolia (Mez & Wercklé) J.R. Grant
- Werauhia greenbergii (J. Utley) J.R. Grant
- Werauhia guadelupensis (Baker) J.R. Grant
- Werauhia haberi (J.F. Morales) J.F. Morales
- Werauhia hainesiorum (L.B. Smith) J.R. Grant
- Werauhia haltonii (H. Luther) J.R. Grant
- Werauhia haplostachya (C. Wright ex Sauvalle) J.R. Grant
- Werauhia hygrometrica (André) J.R. Grant
- Werauhia insignis (Mez) W. Till, Barfuss & R. Samuel
- Werauhia jenii S. Pierce
- Werauhia kathyae (J. Utley) J.R. Grant
- Werauhia kupperiana (Suessenguth) J.R. Grant
- Werauhia latissima (Mez & Wercklé) J.R. Grant
- Werauhia laxa (Mez & Wercklé) J.R. Grant
- Werauhia leucophylla (L.B. Smith) J.R. Grant
- Werauhia luis-gomezii (J. Utley) J.R. Grant
- Werauhia lutheri S. Pierce & J.E. Aranda
- Werauhia lyman-smithii (J. Utley) J.R. Grant
- Werauhia macrantha (Mez & Wercklé) J.R. Grant
- Werauhia macrochlamys (Mez & Wercklé) J.F. Morales
- Werauhia marnier-lapostollei (L.B. Smith) J.R. Grant
- Werauhia millennia J.R. Grant
- Werauhia moralesii H. Luther
- Werauhia nephrolepis (L.B. Smith & Pittendrigh) J.R. Grant
- Werauhia noctiflorens T. Krömer, Espejo, López-Ferrari & Acebey
- Werauhia notata (L.B. Smith & Pittendrigh) J.R. Grant
- Werauhia nutans (L.B. Smith) J.R. Grant
- Werauhia ochracea (Rauh & E. Gross) J.R. Grant
- Werauhia orjuelae (L.B. Smith) J.R. Grant
- Werauhia ororiensis (Mez) J.R. Grant
- Werauhia osaensis (J.F. Morales) J.F. Morales
- Werauhia panamaensis (E. Gross & Rauh) J.R. Grant
- Werauhia paniculata (Mez & Wercklé) J.R. Grant
- Werauhia paupera (Mez & Sodiro) J.R. Grant
- Werauhia pectinata (L.B. Smith) J.R. Grant
- Werauhia pedicellata (Mez & Wercklé) J.R. Grant
- Werauhia picta (Mez & Wercklé) J.R. Grant
- Werauhia pittieri (Mez) J.R. Grant
- Werauhia proctorii Cedeño-Maldonado
- Werauhia pycnantha (L.B. Smith) J.R. Grant
- Werauhia ringens (Grisebach) J.R. Grant
- Werauhia rubra (Mez & Wercklé) J.R. Grant
- Werauhia rugosa (Mez & Wercklé) J.R. Grant
- Werauhia sanguinolenta (Linden ex Cogniaux & Marchal) J.R. Grant
- Werauhia singuliflora (Mez & Wercklé) J.R. Grant
- Werauhia sintenisii (Baker) J.R. Grant
- Werauhia stenophylla (Mez & Wercklé) J.R. Grant
- Werauhia subsecunda (Wittmack) J.R. Grant
- Werauhia tarmaensis (Rauh) J.R. Grant
- Werauhia tiquirensis (J.F. Morales) J.F. Morales
- Werauhia tonduziana (L.B. Smith) J.R. Grant
- Werauhia umbrosa (L.B. Smith) J.R. Grant
- Werauhia urbaniana (Mez) J.R. Grant
- Werauhia uxoris (Utley) J.R. Grant
- Werauhia van-hyningii (L.B. Smith) J.R. Grant
- Werauhia verrucosa (L.B. Smith) J.R. Grant
- Werauhia vietoris (J. Utley) J.R. Grant
- Werauhia viridiflora (Regel) J.R. Grant
- Werauhia viridis (Mez & Wercklé) J.R. Grant
- Werauhia vittata (Mez & Wercklé) J.R. Grant
- Werauhia vulcanicola (J.F. Morales) J.F. Morales
- Werauhia werckleana (Mez) J.R. Grant
- Werauhia williamsii (L.B. Smith) J.R. Grant
- Werauhia woodsoniana (L.B. Smith) J.R. Grant